# Liste der Monuments historiques in Savoisy
Die Liste der Monuments historiques in Savoisy führt die Monuments historiques in der französischen Gemeinde Savoisy auf.

## Liste der Immobilien
| Bezeichnung      | Beschreibung          | Standort               | Kennzeichnung | Schutzstatus | Datum | Bild           |
| ---------------- | --------------------- | ---------------------- | ------------- | ------------ | ----- | -------------- |
| Kirche St-Martin | Chor, 15. Jahrhundert | Rue de l’Eglise (Lage) | PA00112661    | Inscrit      | 1926  | weitere Bilder |

## Liste der Objekte
| Bezeichnung                                | Beschreibung | Standort                       | Kennzeichnung | Schutzstatus | Datum | Bild |
| ------------------------------------------ | --- | ------------------------------ | ------------- | ------------ | ----- | ---- |
| Skulptur Kreuztragung                      | Holz, farbig gefasst, 16. Jahrhundert                                                                                  | in der Kirche St-Martin (Lage) | PM21002180    | Classé       | 1907  |      |
| Skulptur Madonna mit Kind                  | Kalkstein, farbig gefasst und vergoldet, drittes Viertel des 15. Jahrhunderts, aus der Werkstatt von Jean de la Huerta | in der Kirche St-Martin (Lage) | PM21002181    | Classé       | 1907  |      |
| Skulptur Heilige Katharina von Alexandrien | Kalkstein, farbig gefasst und vergoldet, drittes Viertel des 15. Jahrhunderts, aus der Werkstatt von Jean de la Huerta | in der Kirche St-Martin (Lage) | PM21002182    | Classé       | 1907  |      |
| Skulptur Mantelteilung des heiligen Martin | Kalkstein, farbig gefasst, Anfang des 16. Jahrhunderts                                                                 | in der Kirche St-Martin (Lage) | PM21002183    | Classé       | 1907  |      |